# 上薩克森 (瑞士)

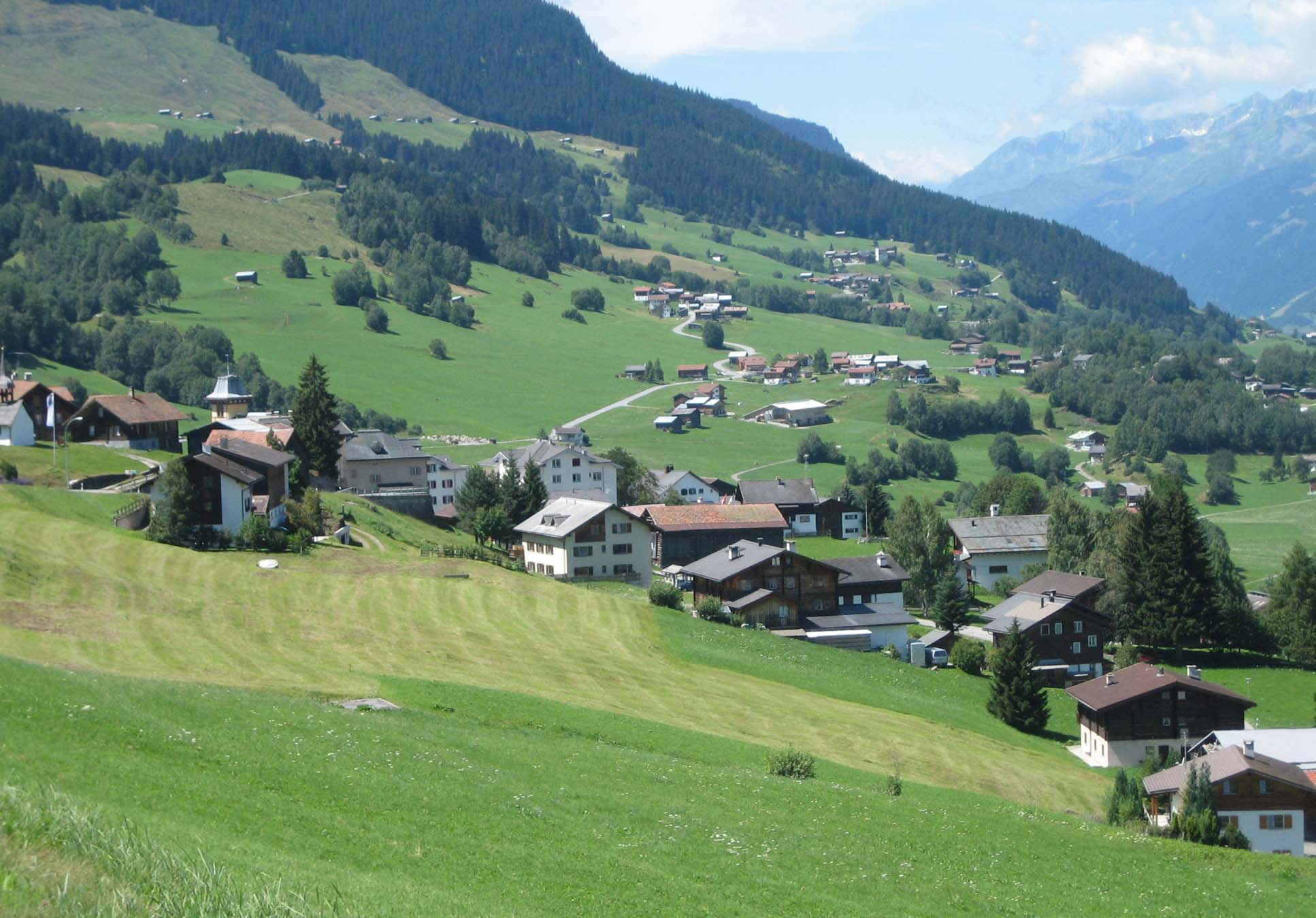

上薩克森（德語：Obersaxen）是瑞士的城鎮，位於該國東部，由格勞賓登州負責管轄，面積61.52平方公里，海拔高度1,281米，2011年人口825，人口密度每平方公里13人。